# Furcivena
Furcivena is een geslacht van vlinders van de familie van de grasmotten (Crambidae). De wetenschappelijke naam van dit geslacht is voor het voorgesteld door George Francis Hampson in een publicatie uit 1896. Hampson beschreef ook de eerste soort uit het geslacht, Furcivena strigiferalis uit India, die als typesoort is aangeduid.

## Soorten
- F. atribasalis Hampson, 1918
- F. euclidialis (Hampson, 1906)
- F. rhodoneurialis Hampson, 1899
- F. strigiferalis Hampson, 1896